# Carlos Augusto Corrêa Paes d’Assumpção
Carlos Augusto Corrêa Paes d'Assumpção GCC • ComIH (Macau, 1 de Março de 1929 - Macau, 20 de Abril de 1992) foi um advogado, jurisconsulto, político e líder macaense (ou luso-descendente) de Macau. Foi também presidente da Associação Académica de Coimbra (1951-1952), procurador à Câmara Corporativa (1969-1974), co-fundador da Associação para a Defesa dos Interesses de Macau (1974), presidente da Assembleia Legislativa de Macau (1976-1992) e membro da Comissão de Redacção da Lei Básica de Macau (1988-1992).

## Biografia
Carlos Augusto Corrêa Paes d'Assumpção, nasceu no dia 1 de Março de 1929, em Macau, que na altura era uma província ultramarina portuguesa no Sul da China. De nacionalidade portuguesa e oriundo de uma família macaense (ou luso-descendente) tradicional e abastada, ele fez os seus estudos secundários no Liceu Nacional Infante D. Henrique.

### Formação académica
Ele estudou Direito na Universidade de Coimbra (UC) entre 1946 e 1951, sendo seu companheiro de estudo o também macaense Henrique de Senna Fernandes. Ambos viveram na mesma casa, na Travessa do Olimpo. Durante os seus anos académicos, foi presidente da Associação Académica de Coimbra em 1951-1952 e ajudou os seus colegas de curso com explicações sobre as matérias mais difíceis. Em 1952, ele concluíu inclusivamente o sexto ano jurídico, o chamado "Curso Complementar de Ciências Histórico-Jurídicas", também em Coimbra, que só podia ser frequentado por alunos que tinham uma média de curso superior a 16 valores. Ele licenciou-se com 17 valores, sendo naquele ano o melhor aluno do curso, juntamente com o seu colega e amigo António de Almeida Santos, que foi mais tarde presidente da Assembleia da República Portuguesa (1995-2002). Por isso, foi convidado para ser professor de Direito na Universidade de Coimbra. Mas, recusou o convite, tendo optado por regressar a Macau em 1953, onde ficou famoso por ser um brilhante advogado. No exercício da sua profissão, ele recusava sempre cobrar dinheiro a portugueses e macaenses (ou luso-descendentes) pelo seu apoio jurídico. Mais tarde, estreou-se também no notariado.

### Actividade política
Além de ser um advogado altamente respeitado, Carlos d'Assumpção foi também um político conservador proeminente em Macau, mesmo em períodos polémicos. Tal como o líder chinês Ho Yin, ele participou nas negociações entre a República Popular da China e o Governo português de Macau em momentos difíceis como a Revolução Cultural chinesa, também conhecida, como o incidente “1,2,3” (1966-1967), que ameaçou seriamente a continuidade da administração portuguesa em Macau. Porém, Carlos d'Assumpção não ficou até ao fim do processo, porque discordava do rumo e dos resultados destas negociações, se bem que ele admitia que "não poderia ter sido de outra maneira". Este incidente reforçou a ideia de que, mais tarde ou mais cedo, era irreversível a mudança do estatuto político de Macau.
Tendo trabalhado politicamente nas hostes da União Nacional, ele foi vogal do Conselho Legislativo de Macau, vogal do Conselho de Governo de Macau  e, mais tarde, procurador nas duas últimas legislaturas (X e XI) da Câmara Corporativa (1969-1974). Foi também delegado substituto do Procurador da República no Tribunal de Macau e provedor da Santa Casa da Misericórdia de Macau, em cuja qualidade integrou a Câmara Corporativa (1969-1974), representando as Misericórdias das províncias ultramarinas portuguesas. Todos estes cargos vieram a confirmar o destaque e a importância que Carlos d’Assumpção tinha dentro da comunidade macaense (ou luso-descendente). Apesar disso, nunca foi acusado de ser salazarista e adaptou-se imediatamente à democracia e às novas regras do jogo a Oriente surgidas por consequência da Revolução de 25 de Abril de 1974. Em 1974, ele co-fundou a Associação para a Defesa dos Interesses de Macau (ADIM), de cariz conservador e politicamente próximo do Centro Democrático Social (CDS) português. Ao contrário do seu rival, o Centro Democrático de Macau (CDM), o principal objectivo da ADIM era a manutenção da paz na sociedade de Macau e evitar que a descolonização portuguesa nos moldes operados em África pudesse ser de alguma forma aplicada a Macau. A ADIM defendia a curto prazo a manutenção do statu quo de Macau como território português. Com a formação da ADIM, acentuou-se também a pressão local na transformação das estruturas coloniais que ainda vigoravam em Macau. A historiadora Celina Veiga de Oliveira afirmou que a formação da ADIM e a serenidade de Carlos d'Assumpção foram muito importantes "para acalmar o ambiente tumultuoso que se vivia na altura com muita gente a falar em descolonização... Grande parte da população – incluindo os chineses – apoiou-se nele. Confiavam nele."
Num eleitorado que naquela altura era ainda pequeno (cerca de 3600 eleitores recenseados) e constituído maioritariamente por portugueses e macaenses (ou luso-descendentes), a ADIM conseguiu ganhar nas eleições realizadas em 1975 para a Assembleia Constituinte de Portugal. Nestas eleições, a ADIM conseguiu obter 1622 votos (0,03%) e eleger 1 deputado, Diamantino de Oliveira Ferreira, pelo círculo eleitoral de Macau, derrotando assim o Centro Democrático de Macau. Nas primeiras eleições legislativas livres em Macau, em 1976, a ADIM voltou a vencer e, com cerca de 55% dos votos (1497 votos num total de 2846 eleitores), conseguiu eleger 4 deputados à Assembleia Legislativa de Macau, por via do sufrágio directo (Carlos d’Assumpção, Diamantino de Oliveira Ferreira, Susana Chou e José da Conceição Noronha). Logo, Carlos d’Assumpção foi eleito presidente da Assembleia Legislativa de Macau (AL), cargo que ele exerceu até à data da sua morte (1992). Como presidente da AL, ele, com o seu estilo claro e conciso, moldou vários procedimentos internos do órgão legislativo e colaborou bastante no trabalho das comissões e na redacção final de muitos diplomas, tais como o Estatuto Orgânico de Macau.
Nas eleições legislativas de 1980, a ADIM voltou a vencer com 1433 votos (59,3%), conseguindo eleger 4 deputados (Carlos d’Assumpção, Joaquim Morais Alves, Anabela Fátima Xavier Sales Ritchie e Diamantino Oliveira Ferreira) por sufrágio directo. Um dos membros e co-fundadores da ADIM, o dr. Delfino José Rodrigues Ribeiro, conseguiu ser eleito deputado por sufrágio indirecto, em lista única, pelo sector dos interesses de ordem moral. Nesta legislatura, Carlos d'Assumpção, como presidente da AL, protagonizou um conflito político invulgar em Macau com o Governador Vasco Almeida e Costa (1981-1986), que causou uma situação de grande desconforto entre a comunidade macaense e portuguesa. O Governador salientou que a origem do conflito foi "um problema de natureza técnica respeitante à interpretação de uma disposição do Estatuto Orgânico em matéria de ratificação dos diplomas e liberdades do Governador" e a "tentativa da Assembleia, legítima (…) de alterar parte do diploma do Governador".
Por fim, em 1984, a Assembleia Legislativa foi dissolvida pelo Presidente português Ramalho Eanes (por sugestão do Governador Almeida e Costa, através de um telegrama assinado no dia 27 de Fevereiro ). A dissolução da Assembleia Legislativa uniu as comunidades portuguesa e macaense de Macau em torno de Carlos d’Assumpção. Foram convocadas neste mesmo ano novas eleições legislativas, as primeiras em que houve um predomínio (maioria) do eleitorado chinês no sufrágio directo, fruto das reformas e incentivos fiscais ao recenseamento eleitoral decretados pelo Governador Almeida e Costa, dias antes da dissolução da Assembleia Legislativa. Para vencer, Carlos d'Assumpção, com a ajuda de Pequim, liderou uma lista composta por vários elementos importantes da comunidade chinesa, tais como as associações dos moradores (os Kai Fong) e a Associação Geral dos Operários de Macau (AGOM). A sua lista (Lista B: União Eleitoral), composta também por elementos portugueses e macaenses vindos da ADIM, venceu com 16003 votos (58,87%), conseguindo eleger 4 deputados (Carlos d’Assumpção, Manuel de Mesquita Borges, Lau Cheok Vá e Leonel Alberto Alves) por sufrágio directo.
Carlos d'Assumpção acompanhou o processo que levou à transferência de soberania de Macau entre Portugal e a China. Por exemplo, entre 1988 a 1992, ele foi membro da Comissão de Redacção da Lei Básica, que era responsável pela redacção e elaboração da Lei Básica de Macau, o futuro documento constitucional da Macau chinesa. Sobre a devolução de Macau à China, ele intuiu e sentiu com pesar, mas não com ressentimento, essa inevitabilidade da História e criticou o facto de não haver, durante o processo de negociações, a preocupação de consultar devidamente Macau e os seus representantes locais. Por isso, Carlos d'Assumpção defendeu a necessidade de agir e de assegurar o futuro de Macau e dos macaenses (ou luso-descendentes).
Com esta convicção de defender Macau, em 1987, aquando da visita do então primeiro-ministro português Cavaco Silva a Macau (após a sua ida a Pequim para a assinatura da Declaração Conjunta Sino-Portuguesa sobre a Questão de Macau), Carlos d'Assumpção, perante a Assembleia Legislativa e Cavaco Silva, afirmou o seguinte: "Seja-nos permitido manifestar a nossa firme convicção de que a população de Macau não será arredada ou mantida alheia de quanto se revele indispensável para a correcta interpretação do acordo, a pronta integração das suas eventuais lacunas, a escrupulosa e fiel execução das suas políticas e, inclusivamente, a sua preparação para poder administrar Macau na primeira metade do século XXI". Por fim, lançou também uma frase carismática: "É em Macau que se administra Macau". E, em 1990, aquando da visita do então presidente português Mário Soares a Macau, Carlos d'Assumpção apelou na Assembleia Legislativa para a defesa da peculiar identidade luso-chinesa de Macau, afirmando: "A miscigenação física e cultural não mudou os que sempre pautaram a sua vida em consonância com a do povo que, impelido pela ânsia criadora e pelo espírito de aventura e descoberta, trouxe até aqui os valores morais e espirituais da civilização ocidental. Tão pouco transformou o povo portador de uma cultura e sabedoria de milénios, com a sua própria concepção do mundo e da vida. Macau é um padrão europeu no Oriente, uma moeda rara e preciosa, concebida e cunhada pelo génio luso-chinês que importa preservar, sejam quais forem os custos". Ele também defendeu incessantemente os interesses de Macau em Portugal.
Nas eleições legislativas de 1988, a lista B (União Eleitoral), liderada novamente por Carlos d'Assumpção, conseguiu 6298 votos (31,41%) e 3 deputados (Carlos d'Assumpção, Lao Kuoung Po e Leonel Alberto Alves) por sufrágio directo. Apesar de não ser a lista mais votada, Carlos d'Assumpção conseguiu manter-se no cargo de presidente da Assembleia Legislativa. Em 1991-1992, ele foi também presidente da Mesa da Assembleia Geral da Associação dos Advogados de Macau.
Carlos d'Assumpção morreu no dia 20 de Abril de 1992, a poucos meses antes das eleições legislativas de 1992, com apenas 63 anos de idade, numa época ainda incerta para Macau, devido ao processo de transferência de administração de Macau para a China, que estava agendada para o dia 20 de Dezembro de 1999. O cargo de presidente da Assembleia Legislativa de Macau passou a ser ocupado pela deputada macaense Anabela Fátima Xavier Sales Ritchie.

### Família
O seu pai era João Corrêa Paes d'Assumpção Jr. e a sua mãe era Epifânia Assam. Pelo lado paterno, ele era descendente de João Corrêa Paes d'Assumpção (1825-1895), o primeiro e único barão de Assumpção. Ele era primo de Delfino José Rodrigues Ribeiro.
A 9 de Dezembro de 1959, ele casou-se com Maria de Lourdes Lopes da Silva (n. 3 de Dezembro de 1932), com quem teve 3 filhos:
- Carlos Augusto Lopes da Silva Corrêa Paes d'Assumpção (n. 30 Dezembro de 1960)
  - teve 3 filhos: 
    - João Carlos de Figueiredo Corrêa Paes d'Assumpção (n. 11 de Julho de 1988)
    - Francisco José de Figueiredo Corrêa Paes d'Assumpção (n. 17 de Outubro de 1989)
    - Maria Julieta de Figueiredo Corrêa Paes d'Assumpção (n. 18 de Setembro de 1993)
- Maria de Lourdes Corrêa Paes d'Assumpção (n. 16 de Setembro de 1963)
  - teve 1 filha: 
    - Sofia Paes d'Assumpção Rodrigues Ribeiro (n. 9 de Outubro de 2000)
- João Manuel Corrêa Paes d'Assumpção (n. 7 de Outubro de 1967)
  - teve 1 filho: 
    - José Carlos Sousa Paes d'Assumpção (n. 21 de Julho de 2005)

## Condecorações

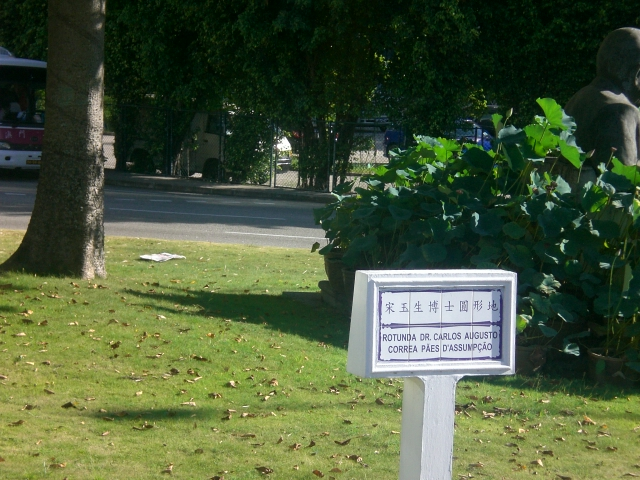
Rotunda Dr. Carlos Augusto Corrêa Paes d'Assumpção, na Taipa.

Em 11 de Abril de 1971, Carlos d'Assumpção foi agraciado com a Comenda da Ordem do Infante D. Henrique. A título póstumo, em 10 de Junho de 1992, também foi agraciado com a Grã-Cruz da Ordem Militar de Cristo.
Em Macau, existe pelo menos uma alameda, uma rotunda (com um busto seu) e um parque com o seu nome.

## Elogios
Segundo a historiadora Celina Veiga de Oliveira, Carlos d'Assumpção era um brilhante advogado, um perfeccionista, um escritor culto com uma "inteligência raríssima", um "homem de valor" com uma ética e integridade vertical, um "conservador à maneira britânica" e um homem diplomático "de diálogo e de consenso, de voz calma e profunda, com um ascendente enorme" sobre quem o rodeava. Ele era também uma pessoa modesta, serena, simples, sorridente, atenta, delicada, "absolutamente terrena" e "muito afável". Por isso, ele "era uma pessoa pela qual se sentia respeito, admiração e amizade. As pessoas gostavam naturalmente dele."  A historiadora salientou também que Carlos d'Assumpção conseguiu granjear "um prestígio tal que personificou aquela ideia de patriarca a quem se recorre para escutar um conselho ou pedir uma opinião. Tinha a palavra certa no momento certo. [...] E depois ele era um homem de sensibilidade e bom senso, nunca se recusava a ouvir ninguém." E concluiu que ele foi a "mais importante figura de Macau contemporâneo" e um mediador entre as comunidades portuguesa, macaense (ou luso-descendente) e chinesa. Este papel de patriarca e de mediador é também salientado pelo ex-Governador de Macau Nuno Viriato Tavares de Melo Egídio.
Leonel Alberto Alves, um destacado advogado e político macaense que iniciou a sua carreira política pela mão de Carlos d'Assumpção, afirmou que "não é possível encontrar um sucessor do dr. Carlos Assumpção. [...] As qualidades intelectuais de Carlos Assumpção não são superáveis por qualquer macaense da minha geração. [...] Aprendi muito com ele, como jurista, político e homem. Não tenho dúvidas, como, de resto, reconhecem muitos portugueses e chineses, que o período de transição teria sido diferente se Carlos Assumpção não tivesse morrido tão cedo."
Jorge Neto Valente, um destacado advogado português radicado em Macau, afirmou que Carlos d'Assumpção foi um autêntico "jurista na política. Ele, que gostava muito da profissão que escolhera, tinha todas as qualidades para ser um bom advogado: era um estratega de grande mérito, o lutador que não abandonava um combate; dotado de memória prodigiosa e de uma argúcia espantosa, a sua inteligência rápida facilmente apreendia as situações que se lhe deparavam; sabia guardar segredo; os argumentos eram brilhantes, e muitas vezes dilemáticos, mas daqueles dilemas em que qualquer das opções arrasava os oponentes".
O ex-Governador de Macau Carlos Melancia relembrou o prestígio e o patriotismo de Carlos d'Assumpção, que só aceitou em 1988 o prestigiante cargo de membro da Comissão de Redacção da Lei Básica de Macau, depois de ter obtido formalmente, "através do Governador de Macau, que representa os órgãos de soberania da República Portuguesa em Macau, a autorização do Sr. Presidente da República para aceitar aquele cargo. Entendia que, além de tudo, era um cidadão português e não podia aceitar cargos dum governo estrangeiro [neste caso, do governo da República Popular da China] sem pedir autorização ao Sr. Presidente da República".
Numa aula aberta proferida no Centro de Formação de Magistrados em 19 de Janeiro de 1996, Anabela Ritchie, ex-presidente da Assembleia Legislativa, comentou o legado de Carlos d'Assumpção numa forma bastante elogiosa: "Gostaria, isso sim, de evocar um rosto e uma alma do poder legislativo em Macau. Refiro-me, como não podia deixar de ser, ao Dr. Carlos Assumpção e à forma como o seu génio se reflectiu não só numa determinada concepção do sistema político local mas, e sobretudo, ao nível da praxis política e da capacidade de afirmação da Assembleia Legislativa na reunião de consensos. É, sem dúvida, um arquétipo daquilo que somos hoje: sem o conhecimento da sua personalidade, das suas ideias e do seu percurso político, a história dos órgãos legislativos de Macau não estará completa. Tive a felicidade de estar a seu lado dezasseis anos, portanto, num posto privilegiado de observação e aprendizagem. Não hesito em considerar o Dr. Carlos Assumpção responsável por grande parte da minha formação, até porque era nato o seu sentido pedagógico e, sobretudo, o seu enorme sentido de continuidade das coisas."
José dos Santos Ferreira, famoso poeta local e defensor do patuá macaense, dedicou-lhe alguns versos que resumem as características mais relevantes de Carlos d'Assumpção:
| “ | Um advogado tão sabedor Macaense de tão grande aceitação Que vive só para Macau Com Portugal no coração. | ” |